# Francisco Chimoio
Francisco Chimoio OFM Cap. (ur. 6 grudnia 1947 w Búzi, Sofala) – mozambicki duchowny katolicki, arcybiskup Maputo w latach 2003–2023.

## Życiorys
Wstąpił do Zakonu Braci Mniejszych Kapucynów i tam złożył śluby wieczyste 26 lutego 1978. Święcenia kapłańskie otrzymał 9 kwietnia 1978. Był m.in. mistrzem nowicjatu w Quelimane (1987-1993) oraz wiceprowincjałem mozambickiej prowincji kapucynów (1993-1999).

### Episkopat
5 grudnia 2000 został mianowany biskupem diecezji Pemba. Sakry biskupiej udzielił mu arcybiskup Jaime Pedro Gonçalves.
22 lutego 2003 Jan Paweł II mianował go arcybiskupem Maputo. Zastąpił na tym stanowisku kardynała Alexandre José Marię dos Santos, który przeszedł na emeryturę z racji podeszłego wieku.
W latach 2009–2015 był wiceprzewodniczącym, a latach 2015–2018 przewodniczącym Konferencji Episkopatu Mozambiku.
5 maja 2023 papież Franciszek przyjął jego rezygnację z pełnionej funkcji.